# Pol Moreno Sánchez
Pol Moreno Sánchez   (Barcelona, 9 de maig de 1994) és un futbolista català que juga al Racing Club de Santander com a defensa central.

## Carrera de club
Nascut a Barcelona, Moreno es va graduar a la juvenil de la UE Sant Andreu i va debutar com a sènior la temporada 2013-14 amb el CD Masnou a Tercera Divisió. Al final de la temporada va passar al CE Sabadell FC i va ser adscrit al filial. El 10 de març de 2016, va renovar el seu contracte fins al 2018. Deu dies després, va debutar amb el primer equip, entrant com a substitut d'Adrián Díaz en una victòria per 1-0 contra el Vila-real CF B. El 14 d'octubre de 2017, va fer la seva cinquantena aparició amb el club en un empat 1-1 contra l'Atlético Saguntino.
El 13 de juliol de 2018, Moreno es va traslladar a l'estranger i va fitxar pel club suec GIF Sundsvall. Vuit dies després, va debutar amb el club en una victòria per 2-0 contra el Kalmar FF.